# Малі Турини
Малі Турини (хорв. Mali Turini) — населений пункт у Хорватії, в Істрійській жупанії у складі громади Света Неделя.

## Населення
Населення за даними перепису 2011 року становило 39 осіб.
Динаміка чисельності населення поселення:

## Клімат
Середня річна температура становить 13,36 °C, середня максимальна – 26,94 °C, а середня мінімальна – -0,74 °C. Середня річна кількість опадів – 961 мм.
| Клімат поселення                              | Клімат поселення | Клімат поселення | Клімат поселення | Клімат поселення | Клімат поселення | Клімат поселення | Клімат поселення | Клімат поселення | Клімат поселення | Клімат поселення | Клімат поселення | Клімат поселення | Клімат поселення |
| Показник                                      | Січ.             | Лют.             | Бер.             | Квіт.            | Трав.            | Черв.            | Лип.             | Серп.            | Вер.             | Жовт.            | Лист.            | Груд.            |                  |
| Середній максимум, °C                         | 9,92             | 10,75            | 13,60            | 16,98            | 22,10            | 26,24            | 26,94            | 26,44            | 21,80            | 17,34            | 12,46            | 9,42             |                  |
| Середня температура, °C                       | 4,59             | 5,43             | 8,26             | 11,66            | 16,76            | 20,92            | 23,34            | 22,83            | 18,18            | 13,73            | 8,85             | 5,81             |                  |
| Середній мінімум, °C                          | −0,74            | 0,09             | 2,94             | 6,34             | 11,44            | 15,59            | 19,73            | 19,22            | 14,58            | 10,13            | 5,25             | 2,20             |                  |
| Норма опадів, мм                              | 75               | 61               | 69               | 75               | 65               | 76               | 53               | 79               | 89               | 112              | 117              | 90               |                  |
| Середньомісячна швидкість вітру, м/с          | 2.47             | 2.73             | 2.82             | 2.72             | 2.47             | 2.37             | 2.35             | 2.33             | 2.40             | 2.59             | 2.77             | 2.68             |                  |
| Середньомісячна сонячна радіація, кДж/м²·день | 4527             | 7395             | 10713            | 15189            | 19482            | 21177            | 21946            | 19147            | 14146            | 9093             | 4967             | 3837             |                  |
| --------------------------------------------- | ---------------- | ---------------- | ---------------- | ---------------- | ---------------- | ---------------- | ---------------- | ---------------- | ---------------- | ---------------- | ---------------- | ---------------- | ---------------- |
| Джерело:                                      |                  |                  |                  |                  |                  |                  |                  |                  |                  |                  |                  |                  |                  |